# Heilgeiststraße 43 a (Stralsund)

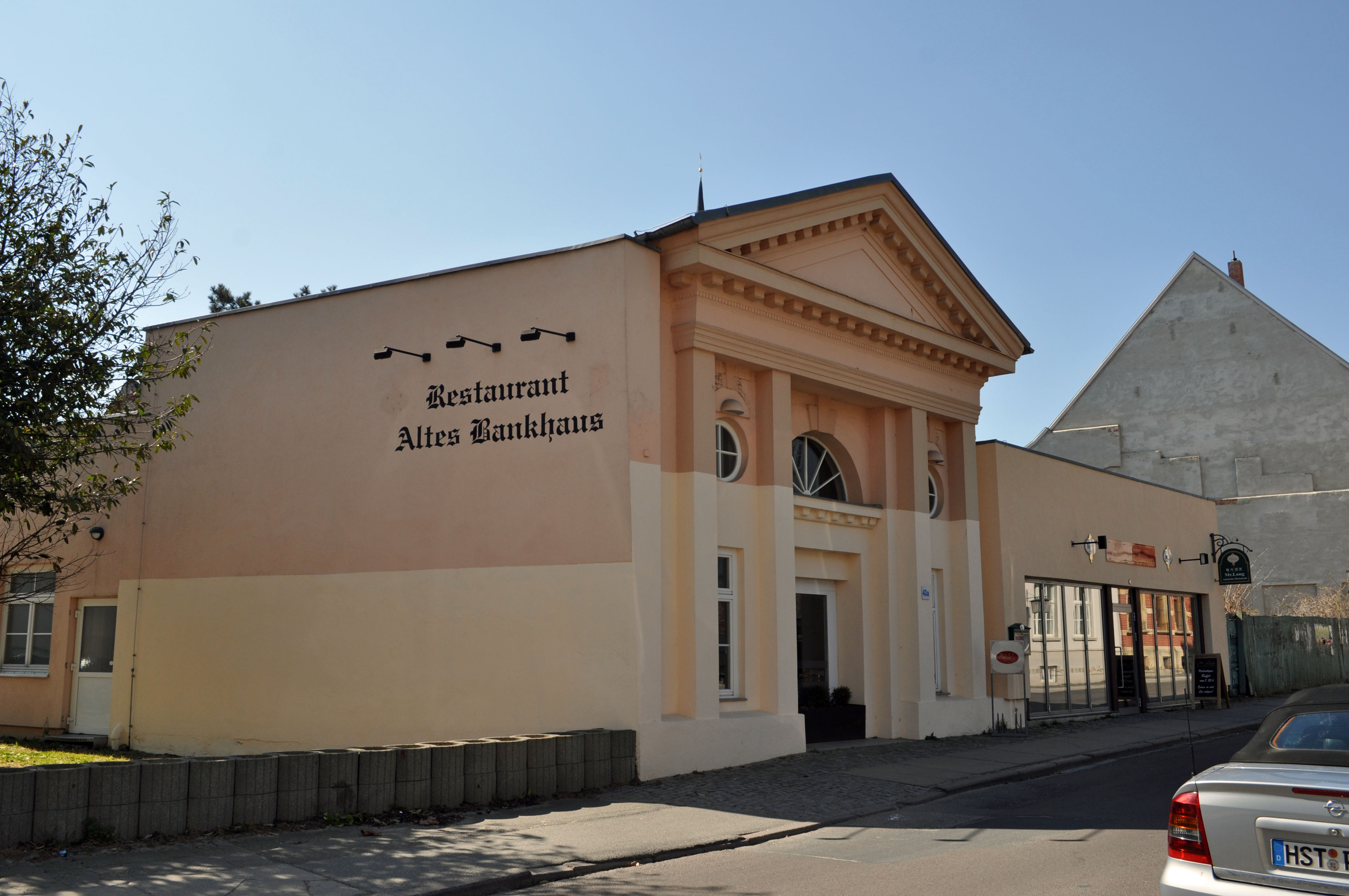
Das Haus Heilgeiststraße 43 a in Stralsund (2012)

Das Gebäude mit der postalischen Adresse Heilgeiststraße 43 a ist ein denkmalgeschütztes Bauwerk in der Heilgeiststraße in Stralsund.
Der eingeschossige Putzbau wurde im Jahr 1913 errichtet. Er wurde an das Haus Heilgeiststraße 43 angefügt.
Das Portal ist repräsentativ gestaltet; unter einem halbkreisförmigen Bogenfeld ist das Rechteckportal angelegt, das von vier Pilastern gerahmt und von einem Dreiecksgiebel bekrönt wird.
Das Gebäude wurde zunächst als Bank genutzt.
Das Haus liegt im Kerngebiet des von der UNESCO als Weltkulturerbe anerkannten Stadtgebietes des Kulturgutes „Historische Altstädte Stralsund und Wismar“. In die Liste der Baudenkmale in Stralsund ist es mit der Nummer 331 eingetragen.